# Andrew Cunanan
Andrew Philip Cunanan (31. srpna 1969 San Diego, Kalifornie – 23. července 1997 Miami Beach, Florida) byl americký sériový vrah filipínského původu, který během 3 měsíců v roce 1997 zabil 5 lidí, včetně italského módního návrháře Gianni Versaceho a chicagského magnáta Lee Miglina. Dne 12. června 1997 se Cunanan stal 449. mužem na seznamu 10 nejhledanějších mužů FBI. Cunananův řetěz vražd skončil 23. července 1997, kdy spáchal sebevraždu. Bylo mu 27 let.
V posledních letech svého života neměl žádnou stálou práci, přátelil se se staršími bohatými muži a utrácel jejich peníze, aby zapůsobil na své známé v místní gay komunitě.

## Životopis

### Mládí
Andrew Cunanan se narodil v San Diegu. Jeho otec Modesto se nemohl účastnit jeho prvních narozenin, protože v té době bojoval ve Vietnamu. Andrew byl oblíbeným členem rodiny, ve škole nebyl šikanován a měl vysoké IQ 147. Tehdy si začal uvědomovat svou homosexuální orientaci. Jako mladík začal navštěvovat gay bary, kde dělal společnost bohatým lidem.
Roku 1987 chodil na sandiegskou univerzitu, kde studoval historii. O studium však neměl valný zájem. Po vystudování odešel do San Franciska, kde se spřátelil s nejedním hercem či modelkou. V té době byl zapojen do drobných krádeží.
Roku 1997 ho však začali zákazníci opouštět. Navíc podezříval své bývalé dva milence Jeffreyho Traila a Davida Madsona, že ho podvádějí.

### Vraždy
Cunananovo vražedné řádění započalo v Minneapolisu 27. dubna 1997 vraždou jeho blízkého přítele Jeffa Traila, bývalého pracovníka US Navy a obchodníka s propanem. Cunanan Traila ubil ocelovým kladivem a nechal jeho tělo zabalené v koberci v podkrovním bytě, který patřil architektovi Davidovi Madsonovi.
David Madson, který byl Cunananových milencem, byl jeho druhou obětí. Madsonovo tělo bylo nalezeno 3. května 1997 na východním pobřeží jezera Rush, nedaleko Rush City, Minnesota. Cunanan Madsona střelil do zad a do hlavy.
Poté Cunanan odjel do Chicaga a zavraždil 4. května 1997 72letého Leeho Miglina, prominentního projektanta. Miglinovy ruce a nohy byly svázány lepicí páskou, stejně tak jeho hlava jí byla obvázána. Poté Cunanan Miglina více než 20 ranami ubodal šroubovákem a podřízl mu hrdlo rámovou pilou na kov. Po této vraždě FBI přidala Cunanana na seznam 10 nejhledanějších zločinců.
O pět dní později si Cunanan, který si vzal Miglinova auto, našel svou čtvrtou oběť v Pennsville v New Jersey na hřbitově Finn's Point National Cemetery. Cunanan zde zavraždil 45letého domovního Williama Reese a ukradl jeho červený pick-up.
Zatímco se pátralo po ukradeném červeném voze Williama Reese, Cunanan se po dobu 2 měsíců schovával v Miami Beach na Floridě, než spáchal pátou a zároveň také poslední vraždu. Dokonce použil své vlastní jméno, aby zastavil ukradený předmět, přestože věděl, že policie běžně kontroluje záznamy o zastavených předmětech v zastavárnách.

### Vražda Versaceho a smrt
15. července 1997 Cunanan zavraždil italského módního návrháře Gianni Versaceho. Před jeho sídlem v Miami Beach ho dvakrát střelil do hlavy a z místa činu ihned utekl. Svědci se Cunanana snažili pronásledovat, ale nemohli ho dohnat. Odpovědní policejní pracovníci našli v nedaleké garáži Reesovo ukradené vozidlo, stejně jako Cunananovo oblečení, falešný pas a novinové výstřižky Cunananových vražd.
23. července 1997, osm dní po vraždě Versaceho, Cunanan namířil zbraň do svých úst a spáchal sebevraždu. Stalo se tak v jednom z pokojů místního hausbótu na Miami Beach. Pro sebevraždu použil stejnou zbraň, kterou zavraždil Davida Madsona, Williama Reese i Gianniho Versaceho – Taurus PT100 poloautomatická pistole ráže 40, a kterou ukradl své první oběti, Jeffu Trailovi. Cunananovy ostatky jsou pohřbené v mauzoleu na katolickém hřbitově v San Diegu v Kalifornii.

## Motiv
Při vyšetřování se vyrojily spekulace, že Cunananovy motivy byly vázány na diagnózu infekce virem HIV, pitva však tento verdikt nepotvrdila.
Policie prohledala hausbót, kde se Cunanan zabil, aby našla motiv jeho činů. Cunanan po sobě zanechal jen několik osobních věcí, což vyšetřovatele vzhledem ke Cunananově pověsti získávání peněz a drahého majetku od bohatých starších mužů překvapilo. Nakonec bylo ustanoveno, že Cunanan zabíjel v důsledku nezvladatelné zuřivosti, vyvolané vraždou Traila a která se s počtem vražd zvětšovala.

## Andrew Cunanan v kultuře
- Norská aggrotech kapela Combichrist jmenuje ve své písni „God Bless“ (česky „Bůh žehnej“) celou řadu sériových vrahů a teroristů, mezi nimi je i Andrew Cunanan.[1][2]
- Druhá série seriálu American Crime Story mapuje příběh Andrewa Cunanana a jeho vraždy.